# 7,8-Didemetil-8-hidroksi-5-deazariboflavin sintaza
7,8-Didemetil-8-hidroksi-5-deazariboflavin sintaza (EC 2.5.1.77, FO sintaza) je enzim sa sistematskim imenom 5-amino-6-(-ribitilamino)uracil:4-hidroksifenilpiruvat, 4-metilfenol transferaza. Ovaj enzim katalizuje sledeću hemijsku reakciju
5-amino-6-(-ribitilamino)uracil + 3-(4-hidroksifenil)piruvat + 2 S-adenozil-L-metionin +2O {\displaystyle \rightleftharpoons } 7,8-didemetil-8-hidroksi-5-deazariboflavin + 2 L-metionin + 2 5'-dezoksiadenozin + oksalat + NH3
Ovaj enzim sadrži 4Fe-4S klaster. Taj klaster je koordiniran sa 3 cisteina i jednim SAM molekulom.

## Literatura
- Nicholas C. Price; Lewis Stevens (1999). Fundamentals of Enzymology: The Cell and Molecular Biology of Catalytic Proteins (Third изд.). USA: Oxford University Press. ISBN 019850229X.
- Eric J. Toone (2006). Advances in Enzymology and Related Areas of Molecular Biology, Protein Evolution (Volume 75 изд.). Wiley-Interscience. ISBN 0471205036.
- Branden C; Tooze J. Introduction to Protein Structure. New York, NY: Garland Publishing. ISBN 0-8153-2305-0.
- Irwin H. Segel. Enzyme Kinetics: Behavior and Analysis of Rapid Equilibrium and Steady-State Enzyme Systems (Book 44 изд.). Wiley Classics Library. ISBN 0471303097.

## Spoljašnje veze
- 7,8-didemethyl-8-hydroxy-5-deazariboflavin+synthase на 